# Világok harca (film, 2005)
A Világok harca (War of the Worlds) 2005-ös amerikai tudományos-fantasztikus film H. G. Wells azonos című regénye alapján, Steven Spielberg rendezésében. A főszereplő Tom Cruise egy elvált kikötői munkást alakít, aki elidegenült gyermekei védelmezésére kényszerül, mikor idegen lények offenzívát indítanak a Föld ellen, menekülésre kényszerítve az embereket.
A film Spielberg és Cruise második közös munkája a 2002-es Különvéleményt követően. A felvételek 73 napot tettek ki, öt különböző filmstúdió, illetve connecticuti, New York-i, kaliforniai, virginiai és New Jersey-i külső helyszínek igénybevételével. A munkálatokat gondos titoktartás övezte, így a bemutató előtt kevés információ látott napvilágot a részletekről.
Észak-Amerikában 2005. június 29-én került sor a premierre, ahogy Magyarországon is.
A Világok harca általánosságban kedvező fogadtatásban részesült a kritikusok felől, s a jegypénztáraknál is kiemelkedő eredményeket ért el közel 600 millió dolláros globális bevételével.

## Cselekmény
|  | Alább a cselekmény részletei következnek! |

A Földet rendkívüli intelligenciával rendelkező és szánalmat nem ismerő földönkívüliek figyelik meg, akárcsak egy vízcsepp mikroorganizmusait. Mialatt az ember magabiztosan uralja a világot, ezek a lények arra készülnek, hogy elvegyék tőlünk.
Egy átlagos napon a New Jersey-i Ray Ferrier hazaérkezik kikötőbeli munkájából, s háza előtt már várja kislánya, Rachel és tinédzser fia, Robbie, akikre vigyáznia kell, míg exfelesége, Mary Ann meglátogatja szüleit Bostonban. Robbie hamar el is köti Ray kocsiját. A férfi figyelmét azonban rövidesen egy különös vihar köti le, mely rendkívüli sötétséget okoz. A furcsa jelenséget követő erős szél a vihar magja felé fúj, majd hirtelen megáll. Ezután, eső és mennydörgés kísérete nélkül, a felhőkből villámok törnek elő. A föld ugyanazon pontjába csapódnak be, majd nemes egyszerűséggel megállnak. A következményeket felmérve Ray rájön, hogy az elektromos áram eltűnt jó pár gépből, lámpákból, telefonokból, s még az órája is megállt. Az utcára menve megbénult autók fogadják. Nem messze a házától ráakad Robbie-ra. Hazautasítja Rachelhez, majd a villámbecsapódás helyszínére igyekszik. Egy útkereszteződésben az ismétlődő villámok ejtette kis lyuk körül gyülekező tömegre bukkan. Mindenki hátrál, mikor a föld megremeg a talpuk alatt. Az utca repedezni és nyílni kezd, egyre hátrébb kényszerítve a bámészkodókat. Épületek dőlnek össze, a föld kör alakban megemelkedik, majd megsüllyed, méretes gödröt hagyva maga után. Ezt követően egy gigantikus gépezet emelkedik ki belőle. Noha mindenki megrémül, pár pillanat után a kíváncsiság vezeti őket, hogy megszemléljék ezt a tornyosuló masinát. Az először zajos trombitálást hallat, majd hősugarakkal célba veszi a tömeget. Mindenki menedéket keres, sokak hiábavalóan. Miközben emberek válnak porrá és épületek dőlnek romba körülötte, Ray fut az életéért. Végül kikerül az immáron mozgó tripod látószögéből. Hazaérve Ray a hűtőben lévő ételek összepakolására utasítja Robbie-t, mialatt ő eltesz egy zseblámpát és egy revolvert. Ezután értetlenkedő gyermekeit a látszólag biztonságos házból egy parkoló autóhoz vezeti. Korábban a szerelőnek, Mannynek javasolta az egyik alkatrész kicserélését, s most csak remélni tudja, hogy a kocsi működik. Ray próbálja rávenni Mannyt, hogy csatlakozzon hozzájuk, de az túl makacs, hogy hallgasson rá, s ahogy a pusztítás hullámai közelednek, Ray más választása nem lévén, hátrahagyja őt. A gázra tapos, épp mielőtt a háztömb s vele mindenki eltűnik a föld színéről.
Az országúton autózva megmenekülnek a veszélytől, de Ray nem akar megállni, míg teljes biztonságban nem tudja magukat. Estére megérkeznek Mary Ann elhagyott külvárosi otthonába, ahol nyoma sincs annak, ami Ray házának környékén történt. Ray éjszakára az alagsorba tereli gyerekeit, ám mialatt alszanak, valami történik: fények és különös zajok verik fel őket álmukból. Mikor a ház rázkódni kezd és földöntúli sikoltás hallatszik, a még mélyebben lévő pincehelyiségbe húzódnak. Reggel Ray kimerészkedik a felszínre, ahol egy Boeing 747-es maradványai s az általa romba döntött terület borzasztó látványa fogadja. Egy tévéstáb három tagja szedi össze a gépen fellelhető ételt és vizet. Ray megtudja tőlük, hogy nem csupán egy tripod létezik, a világ tele van velük, s mindegyiket irányítja valami, ami a villámokkal jött le. A tripodokat pajzs védi, így a haderők tehetetlenek velük szemben.
A család Boston felé veszi az irányt. A Hudson-folyóhoz érve rengeteg menekültbe akadnak, akik be akarnak szállni a kocsiba. Az egyre feszültebb helyzetben fegyverek is előkerülnek, s Ray végül kénytelen átadni a furgont. Gyalog folytatják az utat, egészen a hudsoni dokkig, ami zsúfolásig telt, de irányítottnak látszik. Mikor azonban felbukkan egy tripod, kitör a pánik. Nem várva tovább, a kompot őrző katonák nem engednek fel több embert. Rayéknek sikerül feljutniuk, mielőtt a hajó elindul. A megnyugvás azonban nem tart sokáig, mert egy újabb gépezet jelenik meg: a vízből kiemelkedve felborítja a kompot, s minden ember a hideg folyóba esik. Megmenekülve mind a hajócsavaroktól és a túlélőkért nyúló tripodoktól, a hármasnak sikerül partot érnie. Tovább haladnak más menekültekkel, mígnem a hadsereg hegytetőn dúló, láthatatlan harcába csöppennek. Robbie részt akar venni az ütközetben. Ray leteszi Rachelt és Robbie után indul, hogy észhez térítse. Nem akarja elengedni őt, de mégis kénytelen, mert közben Rachelt idegen emberek magukkal akarják vinni, úgy gondolván, a kislány magára maradt. A hadsereg nem bírja tartani a hegyet, aminek tetején felbukkannak az idegen gépezetek, elborítva a hátramaradt menekültek útját. Ray csak remélni tudja, hogy Robbie-nak nem esett baja.
A Robbie-tól elszakadt Rayt és Rachelt egy puskát a magasba emelő férfi hívja egy közeli pincébe. Az idegen Harlan Ogilvyként mutatkozik be és megmutatja Raynek, mi folyik odakinn: a tripodok letelepednek. Ezután felfedi a valódi okát annak, amiért magához hívta őket. Egy új világ felépítését tervezi, mely egy napon visszavág a megszállóknak, mikor azok a legkevésbé számítanak rá, egyenesen a talpuk alól. Odakintről a megszállók és gépeik munkája keltette állandó zaj hallatszik. Tevékenységük hatásaként idegen, vörös színű, fürtös növény kúszik egyre beljebb a pincébe. A gépek hirtelen elhallgatnak, majd beküldenek a menedékhelyre egy kígyószerű, elektromos szkenner-szemmel rendelkező felderítőt. A három embernek sikerül észrevétlennek maradnia, mialatt a szerkezet körbepásztázza a pincét. Ám miután visszavonul, belép néhány idegen lény. Vizsgálgatni kezdik a tárgyakat, majd a tripodok kürtszavára elhagyják a földalatti helyiséget. A rejtőzködőket nem veszik észre, noha Ogilvy kis híján felfedi ottlétüket.
A földöntúli vörös növény tovább fejlődik, egyre intenzívebben, s Ray és Ogilvy előtt rövidesen világossá válik a különös élőlény eredete. A gépezetek kiszipolyozzák a foglyul ejtett emberek vérét és szétspriccelik a földön, trágyázást biztosítva a vörös növénynek. Ogivly őrülten folytatni kezdi az alagútásást, amit korábban kezdett a pince hátsó részében. Mikor Ray csendre inti, Ogilvy leüti a lapáttal. A férfi most már teljesen elvesztette önkontrollját, s Raynek meg kell védenie kislányát. Beköti Rachel szemét, utasítja füle befogására és egy dal éneklésére, ő pedig bemegy a pince hátsó részébe, s becsukja maga után az ajtót. Hallható megütközés után Ray felbukkan, s átöleli gyermekét. Később a felderítő visszajön, mialatt Ray és Rachel alszanak. Miközben Ray szétveri az elektromos szemet, Rachel kiszalad a pincéből. Ray utána megy, s ameddig a szeme ellát, mindenütt vörös talaj fogadja. Az egyik gép elragadja Rachelt, mielőtt Ray odaérne hozzá. A férfi egy elhagyott katonai járműből kézigránátokat szerez, amiket a tripod felé dobva felhívja magára a figyelmet. A terv beválik, a gép Rayt is kosárszerű tárolójába emeli, sok más áldozata mellé. Noha a Föld mostanra már a megszállóké, az emberek vérére még szükségük van. Mikor egy mechanikus inda a kosárba nyúl, Ray Rachelre fekszik, hogy megvédje lányát, így a gép őt ragadja el, s egy a kosár tetején lévő nyílás felé húzza. Ray megragadja a gránátokat, s velük együtt szippantja be a nyílás. Egy katona és más emberek megpróbálják visszahúzni Rayt, aki már csak a biztosítókapcsokkal tűnik fel újra. A robbanástól a gépről leválnak a kosarak, így az emberek megmenekülnek, mielőtt a tripod eldőlne.
Ray és Rachel folytatja útját Bostonba. A várost szintén befedi a vörös növény, de közelebbről megszemlélve Ray látja, hogy haldoklik. Csak pár lépést tesznek, mikor megpillantanak egyet a hatalmas gépezetek közül, mozdulatlanul, egy épületnek dőlve. Az is halottnak látszik, de a katonák távol tartják tőle az embereket. Tovább haladva, Ray és Rachel más katonákba ütközik, akik igyekszenek irányítani a menekülteket egy nyílt területen, ahol egy másik, szemmel láthatóan gyenge, de működő tripod lépked. Ray felfigyel rá, hogy a tripod tetejére madarak szállnak. Ráeszmél, hogy a védőpajzs valószínűleg nem üzemel, így a katonák kihasználják az alkalmat, s lelövik a gépezetet. Becsapódása után egy ajtó nyílik meg, s egy lény kezd el kimászni rajta lassan, de közben kiszárad és meghal. A gyötrelmeknek vége már, Ray a bostoni házhoz viszi Rachelt. Ott Mary Ann üdvözli őket, akinek társaságában ott van Robbie is. A fiú és a férfi, akit most apjának szólít, megkönnyebbülten ölelik át egymást. A hatalmas pusztítás okozói maguk is romokká lettek. Nem az ember fegyvere, ami legyőzte a fenyegetést, hanem az Isten alkotta természet apró teremtményei tették. Egy baktérium, ami megfertőzte az embert, s amire immunis már, támadta meg a megszállókat érkezésükkor, megpecsételve sorsukat.
|  | Itt a vége a cselekmény részletezésének! |

## Szereplők
- Tom Cruise mint Ray Ferrier (magyar hangja Rékasi Károly): New Jerseyben élő dokkmunkás, aki elvált feleségétől, és két gyermekével sem zökkenőmentes viszonya, különösen kamasz fiával. Mikor azonban egy váratlan és nem evilági ellenség fenyegeti életüket, elemi erejű apai ösztönei felszínre törnek, s mindent megtesz a túlélés érdekében.
- Dakota Fanning mint Rachel Ferrier (magyar hangja Talmács Márta): Ray kiskorú lánya, akit legfőbb kincseként védelmez, s mindent elkövet annak érdekében, hogy a legkevesebbet észlelje a világot ért szörnyűségekből.
- Justin Chatwin mint Robbie Ferrier (magyar hangja Simonyi Balázs): Ray lázadó fia, aki nem mutat tiszteletet apja iránt, s dühíti a tétlenség, ami az idegenekkel szemben mutatkozik.
- Miranda Otto mint Mary Ann Davis (magyar hangja Györgyi Anna): Ray exfelesége, aki új férjével neveli két gyermekét.
- Tim Robbins mint Harlan Ogilvy (magyar hangja Rátóti Zoltán): Zavart elméjű és elszánt férfi, aki hasonló veszélyt jelent Rayre és lányára, mint a földönkívüliek.
- narrátor: Morgan Freeman, magyar hangja Reviczky Gábor.

## Háttér

### Előkészületek
A Különvéleményen folytatott közös munkát követően Steven Spielberg és Tom Cruise szívesen dolgozott volna újfent együtt. Spielberg így nyilatkozott a színészről: „Nagyon intelligens, kreatív partner, s olyan ötleteket hoz a forgatásra, amivel felvillanyozzuk egymást. Szeretek Tom Cruise-zal dolgozni.” Cruise felkereste Spielberget a Kapj el, ha tudsz forgatásán, s három lehetőséget kínált fel neki, egyik ezek közül a Világok harca adaptációja volt. A rendező ezt választotta, mondván „Egymásra néztünk és felgyúlt a fény. Amint meghallottam, felkiáltottam: »Ó, istenem! A Világok harca – abszolúte!« Így történt.” A film Spielberg harmadikja földönkívüli látogatókról a Harmadik típusú találkozásokat és az E.T., a földönkívülit követve. Kathleen Kennedy producer rámutatott, a Világok harcával Spielbergnek lehetősége nyílik e két korábbi filmben bemutatott szereplők antitézisének vizsgálatára. „Mikor elkezdtük kidolgozni az E.T.-t, sokkal sötétebb történettel bírt, de végül egy kedvesebb valamivé fejlődött. Azt hiszem az a sötétebb történet mindig is ott bujkált benne [Spielbergben]. Most végre elmondhatja azt a történetet.” Spielberg úgy gondolta, jó móka lenne csinálni egy „tényleg ijesztő filmet valóban félelmetes idegenekkel”, olyat, amilyen korábban még nem alkotott. Ragaszkodott a kortárs idejű történethez, amit Kennedy fantasyként funkcionáló, de hiperrealisztikus módon elkészítettnek írt le.
Josh Friedman írta meg a forgatókönyvet, amit aztán David Koepp írt át a végleges változatra. Miután újra elolvasta a kisregényt, Koepp úgy döntött, a szkriptben egy narrátor lesz, korlátozott szemszögből és olyasvalaki nézőpontját követi, aki az események perifériáján mozog, semmint a közepében, s készített egy listát olyan elemekről, amiket sablonos mivoltuk miatt nem használna, így például a nevezetes építmények lerombolását. A forrásanyag egyes aspektusait erősen átírta vagy tömörítette: Tim Robbins szerepe két könyvbeli szereplő ötvözete, míg neve egy harmadiktól kölcsönzött. Bár a történet idejét a 19. századból napjainkba helyezte, Koepp igyekezett „a modern világot visszaröpíteni az 1800-as évekbe”, oly módon, hogy a szereplőket megfosztotta az elektromosságtól és a kommunikáció korszerű technikáitól. Spielberg rábólintott a forgatókönyvre, miután úgy találta, több hasonlóságot mutat saját életével, köztük szülei válásával, s mert a fiktív túlélők helyzete tükrözi a bizonytalanságot, amit a szeptember 11-i terrortámadás pusztítását követően érzett. A rendező számára a szereplők túlélésének története jelentette a fókuszpontot, mivel az amerikai „soha ne add fel”-mentalitást képviselik. Spielberg szerint a Világok harca tökéletes ellentéte a Harmadik típusúnak, mivel abban egy férfi elhagyja családját, hogy elutazzon az idegenekkel, míg a Világok harcában a hangsúly egy család összetartásán van. Néhány változtatást azonban fontosnak tartott. Ellenezte az ötletet, hogy az idegenek űrhajókban érkezzenek, mivel minden inváziós filmben ilyesfajta járművet használnak. Az eredeti regényben szereplő Marsbéli hengerek használatát elvetették, helyette Spielberg új elképzeléssel állt elő a tripodok eredetére: már hosszú idővel ezelőtt a föld alá temették őket.

### A forgatás

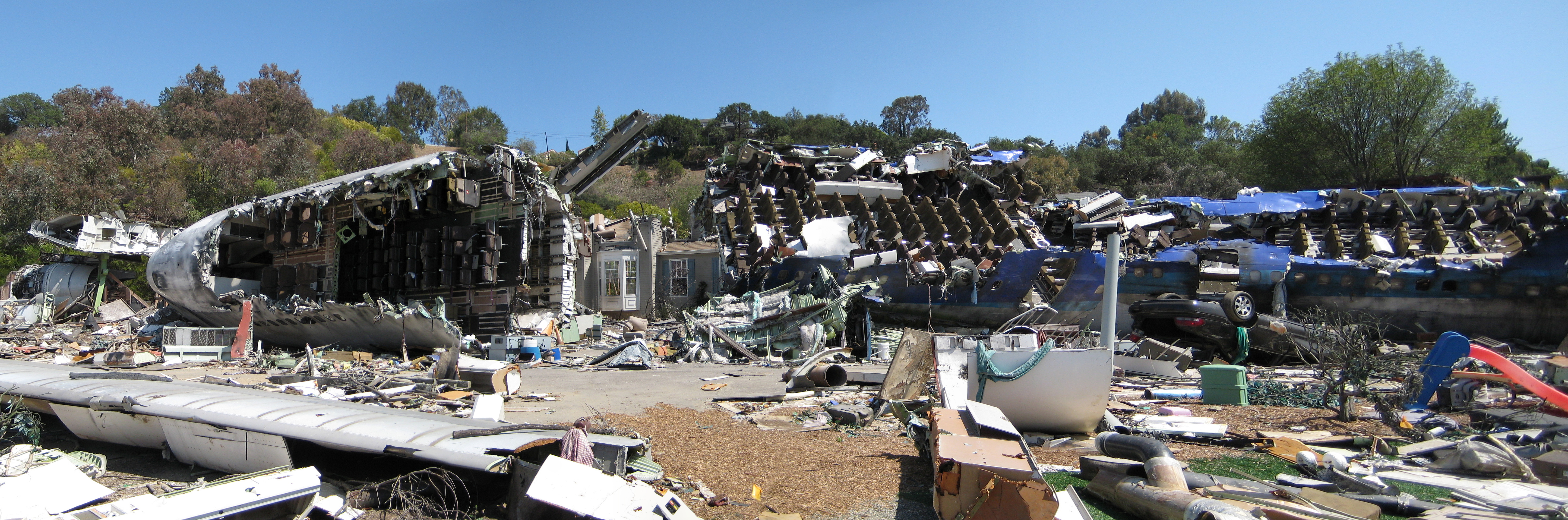
A forgatáson használt megrongálódott Boeing 747-es. A gépmaradvány jelenleg a Universal Studiosban van kiállítva

A forgatás javarészt az Egyesült Államokban zajlott, hozzávetőleg 72 napon át. Eredetileg Spielberg a Münchent követően készítette volna el a Világok harcát, ám Cruise-nak olyannyira tetszett Koepp forgatókönyve, hogy rávette a rendezőt a felcserélésre, s ő maga is hasonlóképp tett a Mission: Impossible III.-mal. A München kijelölt stábjának legjava dolgozott így a Világok harcán is. 2004-ben az USA mindkét oldalán (keleten és nyugaton) felállt a produkciós csapat, hogy elvégezzék a kezdéshez szükséges teendőket. Megindult a helyszínkeresés a keleti partvidéken, továbbá a stúdiók és díszletek rajtra kész állapotba hozása, hogy a stáb Los Angeles-be visszatérve a téli szünetet követően használatba is vehesse őket. Az előkészületi fázis nem tartott tovább három hónapnál, ami lényegében fele az ilyen méretű produkcióknál megszokott időtartamnak. Spielberg azonban megjegyzi, „Nincs szó sietségről a Világok harca esetében. Ez volt a leghosszabb naptáram már vagy 12 éve. Nem siettünk el semmit.”
Spielberg is kivette a részét a stábok munkájából az előkészületek kezdetén a previzualizációs technológiákat használva, amit a szoros naptár követelt meg.
A tripodok első feltűnésének jelenetét a New Jersey-i Newarkban vettél fel. Később néhány szcéna Virginia államban forgott, a továbbiak pedig Kaliforniában. A kompos szekvencia egy New York-i kisvárosnál, Athénnál készült, míg Mary Ann szüleinek bostoni házát egy brooklyni épület helyettesítette. Ahhoz a jelenethez, amiben egy lezuhant Boeing 747-es szerepel, az alkotók megvásároltak egy használaton kívüli repülőgépet, aminek transzportációs költségei 2 millió dollárra rúgtak. A járművet darabjaira szedték, majd házakat építettek köré. A leamortizált gépet megtartották, s kiállították a Universal Studios-ban. Ray otthona a New Jerseyben található Bayonne egyik háza, a belső tereket viszont stúdióban építették fel. A domboldalon zajló ütközetet az idegenek és a katonaság között a virginiai Lexingtonban rögzítették, illetve Mystery Mesa elnevezésű földterületen Kalifornia államban. A lelőtt és összedőlő tripod jelenetét a connecticuti Naugatuckban vettél fel. A filmhez összesen hat filmstúdiót használtak több mint három telephelyen.

### Design és trükkök
A film speciális effektusaiért főként az Industrial Light & Magic felelt. Spielberg ugyan használt már számítógépeket korábban az előkészületi fázisban jelenetsorok vázolásához, úgy nyilatkozott, ez az első filmje, ahol minden sztoribord animációjához komputert vettek igénybe." Azután döntött a technika kiterjedt használata mellett, hogy látogatást tett barátjánál, George Lucas-nál. A realizmus megtartásának érdekében a számítógépes animációt tartalmazó, illetve a bluescreenes felvételeket korlátozott mennyiségűre szabták, s a digitális effektusok javát miniatűrök és élő felvételek alkalmazásával együtt hozták létre. A tripodok megjelenését Spielberg „elegánsnak” nevezte, miután Doug Chiang tervező vízi életformákéhoz hasonló külsejűre alkotta meg őket. A vizuális effektusokért felelős csapat igyekezett az organikus és mechanikus elemeket vegyíteni a hatalmas gépezetekben, s széles körű tanulmányokat végeztek a jármű mozgását illetően, hogy hiteles legyen, ahogy egy nagy méretű, tankra emlékeztető fejet vékony és rugalmas lábak szállítanak. Pablo Helman, a VFX-stáb vezetője a tripodok arányainak érzékeltetését komoly kihívásnak tekintette, mivel „Steven mindenképpen 50 méter magasnak akarta ezeket a lényeket.” Maguknak az idegeneknek a kinézetét a medúzákra alapozva tervezték meg, mozgásukat pedig a vörösszemű levelibékáé inspirálta. Spielberg nem akarta, hogy a hősugár általi halál vérrel és durvasággal járjon; Helman körülírása szerint „ez egy horrorfilmnek készült, gyerekek számára.” Így hát az effektszakemberek a testek instant elporladásával álltak elő. Tudván, hogy ezt nem lehet teljesen digitálisan megalkotni az összetettsége és a határidők miatt; valódi porral egészültek ki a számítógép generálta szemcsék.
Azon jelenethez, ahol Ray furgonját megtámadja a tömeg, Janusz Kamiński és Spielberg sok interaktív megvilágítást szeretett volna, így több különböző fényforrást alkalmaztak, egyebek mellett kempinglámpát, olajlámpát és többféle elemlámpát. Az ILM-stáb elmondása szerint a Bayonne-i híd lerombolása jelentette a legnehezebb feladatot számukra, mivel a jelentős mennyiségű, összetett CGI-effekteket kellett vegyíteni élő felvételekkel, méghozzá négy héten belül, hogy a jelenetet felhasználhassák a Super Bowlon debütáló előzeteshez. A jelenet eredetileg csupán egy benzinkút felrobbanását tartalmazta, Spielberg javaslatára került sor a hídra is. A film több mint 500 CGI-effektet tartalmaz.
Joanna Johnston jelmeztervező 60 különböző változatát készítette el Ray bőrkabátjának, az utazás kezdete és vége közötti állapotait bemutatandó. „A kabáttal, egy kapucnival és két pólóval kezd” – árulja el Johnston. Dakota Fanning jelmezében különös jelentőséggel bír lovacskás táskája: „Azt akartam, hogy legyen valamije, amitől biztonságban érzi magát, egy kis tárgy, amivel aludhat és amivel eltakarhatja az arcát” – magyarázza a jelmeztervező. „Erre kellett a lovacskás táska. Egy szalagra erősítettük és Dakota a testére akasztotta, így mindig vele volt.” Johnston Robbie-t úgy öltöztette, mintha tudat alatt versengene apjával. „Sokkal jobban hasonlítanak, mint gondolják, a felszínen csak az éles feszültséggel.”

### Zene
John Williams szerezte a film kísérőzenéjét, aki régóta dolgozik együtt Spielberggel. A score-t „nagyon komoly darabnak” tekintette, amiben ötvöződnie kell a „szükséges ijesztő atmoszférának” és a „serkentően ritmikus hajtóerőnek az akciójelenetekhez.” A filmzenealbumot a Decca Records adta ki (Magyarországon a Paramount Records), s a kompozíció mellett tartalmazza Morgan Freeman nyitó- és záró narrációját is. A filmben felcsendül a „Little Deuce Couple” és a „Hushabye Mountain” című dal is, előbbi Tom Cruise, utóbbi Dakota Fanning előadásában.

### Témák
A filmet háborúellenesnek aposztrofálták, mivel civilek menekülnek, csupán családjukat és magukat mentik, s nem akarnak visszavágni az idegeneknek. Debra J. Saunders a San Francisco Chronicle-ben úgy foglalja össze a filmet, hogy „Ha az idegenek támadnak, ne próbálj visszavágni. Fuss.” Az újságíró A függetlenség napjához mérte a produkciót, ahol a civilek ugyancsak menekülnek, azonban támogatják a hadsereget tevékenységükben. Számos kritikus úgy vélte, a film kísérletet tesz arra, hogy megidézze a szeptember 11-i terrortámadás idején uralkodó hangulatot a járókelők túlélési erőfeszítéseinek és az eltűnt személyekről kiállított táblák ábrázolásával. Spielberg a Reader's Digestnek elmondta, mindamellett, hogy fantasyről van szó, a megfestett fenyegetés valódi: „Ébresztőleg hat, hogy szembenézzünk félelmeinkkel, miközben felvesszük a harcot az elpusztításunkra törekvő erővel.” David Koepp elmondása szerint igyekezett elkerülni a direkt utalásokat szeptember 11-re vagy az iraki háborúra, azonban ahhoz a jelenethez, mikor Robbie csatlakozik a sereghez, a Gázai övezetben harcoló tizenévesek ihlették: „ennyi idősen nem fogod fel teljesen tetteid kifutását, s nagyon könnyed elragad a pillanat heve és a szenvedély, legyen akár jó, akár rossz az ötlet.”

## Forgalmazás és bemutató

### Titkosított munkálatok
Spielberg a film készítése folyamán a legtöbb részletet titokban tartotta, így a szereplőknek és a stábtagoknak nem igazán volt fogalma arról, hogyan is néznek ki az idegenek. Mikor a forgatókönyvről kérdezték, David Koeep így válaszolt: „[Spielberg] nem adta oda [a forgatókönyvet] senkinek”. Koepp e-mailben küldte el a rendezőnek, s mindenki csak az a részletet kapta kézhez, ami rá vonatkozik. Miranda Otto még a családjával és barátaival sem osztotta meg a történetet. Úgy nyilatkozott, „Ismerek pár embert, aki mindig azt hajtogatja, »Jaj, ez a sok titkolózás.« De szerintem ez jó dolog. Annak idején az emberek nem tudtak túl sokat a filmekről egészen a bemutatóig, manapság meg olyan sok az információ. Szerintem egy kis titokzatosság mindig jó. Nem szabad előre kijátszani az összes kártyát.”
Spielberg bevallotta, hogy oly sok titkolózás után ott volt a kísértés, hogy sok mindent felfedjen a Világok harca sajtótájékoztatóján, ami azonban a történet kárára ment volna. Végül csupán a domboldalon játszódó jelenetet mutatta meg, amiben Ray megpróbálja megakadályozni fiát a távozásban, mondván, „ennél több túl sok mindent elárulna”. Az információhiány következményeképp a The Sunban az jelent meg, hogy a film költségvetése meghaladja a Titanic 200 millió dolláros büdzséjét, s ezzel a valaha készült legdrágább produkció lesz. A később hivatalosan közzétett, valós szám azonban 132 millió dollár volt, amivel az ötven legköltségesebb film közé sem került be.

### Marketing
A Paramount Pictures Interactive Marketing a film promotálásának céljából indított el 2005. április 14-én a film hivatalos weboldalán egy online játszható túlélőjátékot. A Hitachi japán multinacionális cég szerződött a Paramount Pictures-szel egy globális marketingkampányhoz, ami a „The Ultimate Visual Experience” nevet kapta. Az együttműködést Kazuhiro Tacsibana jelentette be, a Hitachi's Consumer Business Group ügyvezető igazgatója.

### Box office
A Világok harca premierjét a Ziegfeld Theatre-ben tartották 2005. június 23-án, ahol Tom Cruise nyilvánosságra hozta kapcsolatát Katie Holmesszal. Hat nappal később, június 29-én kezdték vetíteni az észak-amerikai mozik, s a világ legtöbb országában is ezen a hétvégén tűzték műsorra. A szerdai nyitónapon az Egyesült Államokban és Kanadában 21,3 millió dollárt gyűjtött a film, hétvégi eredménye 64,9 millió dollárt mutatott, s a vasárnapot már 100 millió dollárral zárta. Három héttel később elérte a 200 millió dollárt is, s mikor a stúdió novemberben kivonta a forgalomból, 234,3 millió dolláron állt. Ezzel a 2005-ös bemutatók toplistáján a negyedik helyre került, a Csillagok háborúja III: A Sith-ek bosszúja, a Narnia krónikái: Az oroszlán, a boszorkány és a ruhásszekrény és a Harry Potter és a Tűz Serlege mögé. Tom Cruise számára karriercsúcsot hozott a film, hiszen jelentősen meghaladta a Mission: Impossible 2. 215,4 milliós bevételét, míg Spielberg-film a Jurassic Park óta nem ért el ekkora bevételt az észak-amerikai piacon.
A világ többi részén további 357,5 millió dollárnak megfelelő összegre tett szert a film, így globális bevétele meghaladja az 590 milliót. Világviszonylatban ugyancsak a negyedik helyet érte el éves szinten, ugyancsak az említett három film mögött. Steven Spielberg filmje Magyarországon is nagy közönséget vonzott. A speciális világpremierrel indító sci-fi már június 29-én, szerdán a mozikba került, s ezen az egy napon csak Budapesten több, mint 11 millió forintot hozott. A rákövetkező hetet 90 millió forinttal zárta a fővárosban, s teljes futása alatt országszerte 340 ezernél is többen látták, amivel az éves lista hetedik helyét érdemelte ki.

### Kritikai visszhang
| Weboldal        | Ítélet |
| --------------- | ------ |
| Rotten Tomatoes | 75%    |
| Metacritic      | 73     |

A film nagyobb részt kedvező kritikákat kapott. A Metacritic oldalán olvasható kritikák alapján 73 pontot érdemelt ki a maximális 100-ból (a nézők is átlag 7,4 pontot adtak rá a 10-ből), s a Rotten Tomatoes-on is 75%-os értékelésen áll több mint 260 vélemény után. (Bár ott a nézők már ennyire nem elégedettek a filmmel, több mint 32 millió értékelés alapján 42%-on áll a néző mérőszám.) A lap konszenzusa szerint „A Világok harca megidézi H.G. Wells klasszikus regényének izgalmait és paranoiáját.”
A Reelviews munkatársa, James Berardinelli dicsérte a színészi alakításokat, s szerinte az, hogy egy szereplő megpróbáltatásain keresztül látja a néző az eseményeket, hatásosabbá teszi a filmet, azonban a befejezést gyengének minősítette, még ha Spielberg „a legjobban igyekszik filmszerűen drámaivá tenni.” A Total Film 4 csillagra ítélte a filmet, azaz a lehető legjobbra, mivel „Spielberg friss levet facsar ki egy történetből, amit adaptáltak már filmre, tévére, színpadra, rádióra és lemezre is,” s a kritikusra számos jelenet tett mély benyomást, az első tripod-támadást egyenesen a Ryan közlegény megmentése Omaha Beach-i partraszálláshoz mérte. Kenneth Turan a Los Angeles Times-tól úgy érezte, a speciális effektusok nem megszokottak, s szerinte Spielberg jobb munkát végzett a Világok harcán, mint gondolná, azzal, hogy bemutatja a világ törékenységét. Turan úgy véli, Spielberg a legprovokatívabb kérdést teszi fel: „A végső fantasy egy invázió a világűrből, vagy az emberi faj túlélése?” Michael Wilmington három és fél csillaggal jutalmazta a filmet a lehetséges négyből a Chicago Tribune hasábjain; nézete szerint a „Világok harca abszolúte megnyeri a csatát, de nem a háborút.” Úgy vélekedik, a film vad kalandra viszi a nézőket Spielberg mindkét oldalán: a sötéten és a derűsen át. Hozzáteszi még, hogy a film központi érzelme hasonlatos a rendező E.T., a földönkívülijéhez. Jonathan Rosenbaum a Chicago Readertől elismerően szólt a különleges effektusokról és Cruise alakításáról, s az About.com is pozitív kritikával szolgált: „Spielberg kis híján sikerrel jár a tökéletes űrlényes film megalkotásában” – deklarálja Rebecca Murray, miközben bírálja a befejezést.
Roger Ebert tetszését nem nyerte el a „retro design” és úgy vélte, a magas költségvetés ellenére az idegenek inváziója „kezdetleges” és „nem túl érdekes”, míg a legjobb jeleneteknek Ray sétáját a géproncs között és a lángoló vonatot nevezte meg, azzal együtt, hogy „az ilyen jelenetek úgy hatnak, mintha egy másik realitásból valóak lennének, nem a tripodokéból.” A Broomfield Enterprise újságírói, Dan Marcucci és Nancy Serougi sem osztották a többség véleményét. Szerintük Morgan Freeman narrációja felesleges, s míg a film első fele „remek”, addig a második „hemzseg a kliséktől, tele van lyukakkal, Tim Robbins pedig elrontja.”
A Világok harcát három kategóriában jelölte az Amerikai Filmakadémia, ám a legjobb hangért, a legjobb hangvágásért és a legjobb vizuális effektusokért járó Oscar-díjat is a King Kong kapta a 2006-os évben. Hét Szaturnusz-díj jelöléséből a legjobb fiatal színésznőnek járót váltotta díjra Dakota Fanning, aki egy MTV Movie Award-nominációt is magáénak tudhat alakításáért.
Tom Cruise-t ellenben Szaturnusz-jelölése mellett Arany Málnára is felterjesztették.

### Lakossági megjelenések
A film DVD-változata 2005. november 22-én jelent meg, egylemezes és kétlemezes változatban is, utóbbin helyet kaptak rövid werkfilmek és dokumentumfilmek, filmelőzetesek. Az eladásokból befolyt összeg 113 millió dollárra rúgott csak az Egyesült Államokban. Magyarországon ugyancsak 2005 novemberében adta ki a filmet az InterCom, azonban csak kétlemezes verzióban; az egylemezes változat csak 2010 augusztusában látott napvilágot. A Világok harca Blu-ray megjelenésére 2010. június 1-jén került sor.
A moziforgalmazási jogok mellett a nemzetközi DVD-s jogok is a Paramountot illették, ellenben az Egyesült Államokban a film adathordozóiért a DreamWorks felelt. A Paramount azonban nem sokkal a DVD-premiert követően felvásárolta a DreamWorks-t, így a hazai jogok is hozzá kerültek.